# Kazuhiro Furuhashi
Kazuhiro Furuhashi (japonès: 古橋 一浩, nascut el 9 de juny de 1960) és un director i supervisor d'anime japonès. Es troba entre els directors més destacats de l'anime, després d'haver dirigit la sèrie Rurouni Kenshin (inclosa la sèrie de televisió original i les seves posteriors iteracions d'animació de vídeo original), Zipang, GetBackers, Hunter × Hunter, Mobile Suit Gundam Unicorn, Dororo, i més recentment, Spy × Family.

## Biografia
Va començar la seva carrera com a animador amb l'adaptació a l'anime d'Urusei Yatsura de Rumiko Takahashi i posteriorment a la direcció d'episodis i com a director amb l'adaptació a l'anime de Studio Deen d'un altre treball de Rumiko Takahashi, Ranma ½. Furuhashi és particularment conegut per les representacions realistes i les vistes en primera persona que es mostren en els seus treballs de directori i guió gràfic i ha obtingut una bona reputació com a director. Sovint ha col·laborat i supervisat nombroses produccions d'anime extenses i d'alta qualitat amb els animadors Norio Matsumoto, Atsuko Nakajima i Hirofumi Suzuki. Al llarg dels anys, ha treballat en nombroses produccions amb Studio Deen i va començar la seva carrera com a director amb l'estudi.

## Obres

### Sèries d'anime
- Urusei Yatsura (1981–1986; direcció d'animació)
- Maison Ikkoku (1986–1988; animació)
- F (1988; animació)
- Ranma ½  (1989; storyboards, director d'episodis)
- Super Zugan (1994; animació final)
- Battle Fighters: Garō Densetsu (1992; storyboards, director d'episodis)
- Battle Fighters: Garō Densetsu 2 (1993; director, director d'episodis)
- Kuma no Pūtarō (1995–1996; storyboards)
- Rurouni Kenshin (1996–1998; director, storyboards, director d'episodis)
- You're Under Arrest (1996–1997; director)
- Hunter × Hunter (1999–2001; director)
- GetBackers (2002–2003; director, storyboards) - direcció assitent per Keitarō Motonaga
- Gunslinger Girl (2004; storyboards de 12 episodis)
- Genshiken (2004; storyboards dels episodis 2 i 4)
- Maria-sama ga Miteru (2004; storyboards)
- Maria-sama ga Miteru ~Haru~ (2004; storyboards, director d'episodis)
- Kyō Kara Maō! (2004; animació de l'episodi 2)
- Zipang (2004–2005; director, screenplay)
- Noein: Mō Hitori no Kimi e (2005–2006; storyboards de l'episodi 12)
- Binchō-tan (2006; director, composició de la sèrie, screenplay, storbyoards, director d'episodis)
- Le Chevalier D'Eon (2006–2007; director, storyboards, director d'episodis)
- Mononoke (2007; storyboards)
- Darker than Black: Kuro no Keiyakusha (2007, storyboards del segon opening)
- Higurashi no Naku Koro ni Kai (2007; storyboards de l'episodi 13)
- Real Drive (2008; director, storyboards, director d'episodis, director de l'opening)[3]
- Amatsuki (2008; director, composició de la sèrie, guió, storyboards de l'espisodi 1, animació de l'episodi 13)[4]
- Kimi ni Todoke (2009; storyboard de l'espisodi 6)
- Mobile Suit Gundam Unicorn RE:0096 (2016; director)
- Altair: A Record of Battles (2017; director)[5]
- Neo Yokio (2017; director)
- Dororo (2019; director)[6]
- Spy × Family (2022–2023; director)[7]
- Dog Signal (2023; director)[8]

### Pel·lícules d'anime
- Haikara-San: Here Comes Miss Modern Part 1 (2017; director, guió)[9]
- Haikara-San: Here Comes Miss Modern Part 2 (2018; guió)[10]

### OVA
- Chōjin Locke: Lord Reon (1989; storyboards)
- Ranma ½: Nettō Utagassen (1990; director)
- Ranma ½: Kessen Tōgenkyō! Hanayome wo Torimodose!! (1992; director)
- Taiho Shichauzo (1994–1995; director, storyboards)
- Rurouni Kenshin: Trust & Betrayal (1999; director)
- Reinō Tantei Miko (2000; director, storyboards)
- Rurouni Kenshin: Reflection (2001; director)
- Mobile Suit Gundam Unicorn (2010–2014; director)[11]
- Rurouni Kenshin: New Kyoto Arc (2011–2012; director)

### Videojocs
- Tales of Rebirth (2004; director, guionista)
- Tales of the Abyss (2005; director i guionista)